# مرج راهط
مرْج راهِط مرج بالشام. ذكر اسمه كثيرا في كتب التاريخ.

## ما ذكرة المؤرخون والجغرافيون

### المسعودي
قال المسعودي
لقاء مروان والضحاك بن قيس:
وسار مروان نحو الضحاك بن قيس الفهري، وقد انحازت قيس وسائر مضر وغيرهم من نزار إلى الضحاك، ومعه أُناس من قضاعة، عليهم وائل بن عمرو العدوي، وكانت معه راية عقَدها رسول الله صلى الله عليه وسلم لأبيه، وأظهر الضحاك ومن معه خلافة ابن الزبير، والتقى مروان والضحاك ومن معهما بمرج راهط على أميال من دمشق، فكانت بينهم الحروب سجالا، وكثرت اليمانية عليهم وبواديها مع مروان، فقتل الضحاك بن قيس رئيس جيش ابن الزبير، قتله رجل من تيم اللات، وقتل من معه من نزار، وأكثرهم من قيس مقتلة عظيمة لم ير مثلها قط، وفي ذلك يقول مروان بن الحكم:
وفي ذلك يقول أخوه عبد الرحمن بن الحكم:
وكان زفر بن الحارث العامري، ثم الكلابي، مع الضحاك، فلما أمعن السيفُ في قومه ولى ومعه رجلان من بني سليم، فقصر فرساهما وغشيتهما اليمانية من خيل مروان، فقالا له: انج بنفسك فإنا مقتولان، فولى راكضاً، ولحق الرجلان، فقتلا: وفي هذا اليوم يقول زفر بن الحارث الكلابي من أبيات كثيرة:
وتلاحق الناس ممن حضر الوقعة بأجنادهم من أرض الشام، وكان النعمان ابن بشير والياً على حمص قد خطب لابن الزبير ممالئاً للضحاك، فلما بلغه قتله وهزيمة الزبيرية خرج عن حمص هارباً، فسار ليلته جمعاء متحيراً لا يدري أين يأخذ، فأتبعه خالد بن عدي الكُلاعي فيمن خَفَّ معه من أهل حمص، فلحقه وقتله، وبعث برأسه إلى مروان، وانتهى زُفَر بن الحارث الكلابي في هزيمته إلى قرقيسيا، فغلب عليها، واستقام الشام لمروان، وبَثّ فيه رجاله وعماله.

### البكري الأندلسي
قال البكري الأندلسي
مرج راهط بكسر ثانيه، وبالطاء المهملة: معروف بالشام، على أميال من دمشق، قد مضى ذكره في رسم دوران، وهوالذي أوقع فيه مروان ابن الحكم بالضّحّاك بن قيس الفهرىّ.

### الزمخشري
قال الزمخشري
مرج راهط موضع بالشام كانت فيه وقعه بين قيس وتغلب.

### الهروي
قال الهروي
مرج راهط به زميل بن ربيعه، وبه ربيعه بن عمرو الجرشى، واللّه أعلم.

### الحازمي الهمداني
قال الحازمي الهمداني
مرج ومرج رهط بالشام أيضاً، والمروج كثيره فإذا أطلق فالمراد مرج راهط.

### یاقوت الحموي
قال ياقوت الحموي
بكسر الهاء، وطاء مهمله: موضع في الغوطه من دمشق في شرقيه بعد مرج عذراء إذا كنت في القصير طالبا لثنيه العقاب تلقاء حمص فهو عن يمينك، وسمّاها كثيّر نقعاء راهط، قال:
راهط: اسم رجل من قضاعه، ويقال له مرج راهط، كانت به وقعه مشهوره بين قيس وتغلب، ولما كان سنه 65 مات يزيد بن معاوية وولي ابنه معاوية بن يزيد مائه يوم ثمّ ترك الأمر واعتزل وبايع الناس عبد الله بن الزبير، وكان مروان بن الحكم بن أبي العاصي بالشام فهمّ بالمسير إلى المدينة ومبايعه عبد الله ابن الزبير، فقدم عليه عبيد الله بن زياد فقال له:
استحييت لك من هذا الفعل إذ أصبحت شيخ قريش المشار إليه وتبايع عبد الله بن الزبير وأنت أولى بهذا الأمر منه؟ فقال له: لم يفت شيء، فبايعه وبايعه أهل الشام وخالف عليه الضحاك بن قيس الفهري وصار أهل الشام حزبين: حزب اجتمع إلى الضحاك بمرج راهط بغوطة دمشق كما ذكرنا، وحزب مع مروان بن الحكم ووقعت بينهما الواقعة المشهورة بمرج راهط قتل فيها الضحاك بن قيس واستقام الأمر لمروان، وقال زفر بن الحارث الكلابي وكان فرّ يومئذ عن ثلاثة بنين له وغلام فقتلوا:
قال یاقوت الحموی ایضاً:
مرْج راهِط: بنواحي دمشق، وهو أشهر المروج في الشعر فإذا قالوه مفردا فإيّاه يعنون، وقد ذكر في راهط.

### عبد المؤمن البغدادي
قال عبد المؤمن البغدادي
- بكسر الهاء، وطاء مهملة: موضع بغوطة دمشق في شرقيّه بعد مرج عذراء، إذا كنت في القصير طالبا لثنيه العقاب فهو عن يمينك ويسمى نقعاء راهط.
- مرج راهط: بنواحى دمشق.[7]

### البروسوي
قال محمد بن على، بروسوي
مرج راهط بفتح المیم وسکون الرّاء المهمله والجیم وفتح الرّاء الثّانیه (و الألف والهاء) والطاء المهملة، کان فی غوطة دمشق من ناحیه الشّرق، وبه کانت الوقعة بین الیمانیه والقیسیه وکانت الغلبة لمروان والیمانیه.